# Obrona Wicynia
Obrona Wicynia – walki polskiej samoobrony opartej na strukturze Armii Krajowej we wsi Wicyń w powiecie złoczowskim z oddziałami UPA, zakończone odparciem ataków ukraińskich. Placówka samoobrony w Wicyniu, w której schronienie znalazło do 5 tys. Polaków, przetrwała do końca okupacji niemieckiej pomimo pacyfikacji dokonanej przez Niemców w dniu 25 kwietnia 1944 roku.

## Założenie i organizacja samoobrony
Wicyń był niemal czysto polską wsią w powiecie złoczowskim, która w 1931 roku liczyła 237 gospodarstw i 1,5 tys. mieszkańców. W obliczu zagrożenia ze strony ukraińskich nacjonalistów w połowie 1943 roku we wsi powstała silna placówka samoobrony. Inicjatorem założenia placówki i jej dowódcą był żołnierz AK, przedwojenny wójt Wicynia i komendant „Strzelca” Marcin Barabasz ps. Soplica.
Samoobrona w Wicyniu w strukturach Obwodu Złoczów Armii Krajowej stanowiła 4 kompanię 52 pułku piechoty AK. Oprócz oddziału sformowanego z rdzennych mieszkańców wsi w Wicyniu istniały dwa małe oddziały „napływowe” dowodzone przez Mikołaja Mazurka „Dęba” i Winicjusza Weretczuka „Gryfa”.
Wicyń został solidnie ufortyfikowany, główne bastiony nosiły kryptonimy Lech, Czech i Rus. Zbudowano też schrony dla ludności.
Placówka samoobrony była stosunkowo dobrze uzbrojona, broń zdołano uzyskać m.in. od niemieckiego dowódcy pochodzącego z Poznańskiego, który po rozmowie z polskim księdzem z Ciemiężyc pozostawił Polakom pewną ilość karabinów, granatów i amunicji. Źródłem zaopatrzenia w broń były także sowieckie oddziały partyzanckie, które goszczono w Wicyniu

### Współpraca z Sowietami oraz ukrywanie Żydów
Od grudnia 1943 do końca marca 1944 w Wicyniu stacjonował oddział sowieckiej partyzantki ze zgrupowania S. Malikowa (dowódca B. D. Korzeniowski) wzmacniając obronę wsi. Czasowo w Wicyniu przebywała także grupa dywersyjna B. D. Krutokowa, która wspólnie z akowcami dokonywała dywersji na liniach kolejowych.
Samoobrona w Wicyniu z rozkazu KG AK udzieliła wsparcia grupom zwiadowczym Armii Czerwonej przeprowadzając je na tyły Niemców.
Mieszkańcy Wicynia udzielali schronienia Żydom, zwłaszcza kobietom i dzieciom, które uciekły z gett w Przemyślanach i Złoczowie. Wspomagali też żywnością i amunicją większe grupy Żydów ukrywające się w lasach. Proboszcz parafii rzymskokatolickiej w Wicyniu ks. Jan Walter wiosną 1944 ukrywał Jehoszuę Schleyena zatrudniając go jako kościelnego, a także przekazał żywność Ethel Moskowicz.

## Rozmowy UPA – Niemcy
W marcu 1944 doszło do zawarcia porozumienia pomiędzy dowódcą kurenia UPA Iwanem Pytlowanym „Hontą” a dowództwem jednostki Wehrmachtu operującej w powiecie brzeżańskim. W zamian za wymianę informacji wywiadowczych oraz pomoc w likwidacji sowieckich dywersantów i miejscowych komunistów Ukraińcy uzyskali zgodę na wsparcie ataku UPA na Wicyń przez niemiecką artylerię. Owocem porozumienia była wspólna obława dwóch sotni UPA i niemieckiej kompanii piechoty, w wyniku której pojmano „wielu Żydów i polskiego kuriera”. Współpraca zakończyła się jeszcze w tym samym miesiącu rozformowaniem kurenia „Honty” i pozbawieniem go dowództwa, prawdopodobnie dlatego, że rozmowy z Niemcami podjął on bez zgody kierownictwa OUN.

## Ataki UPA
W nocy z 9 na 10 kwietnia 1944 samoobrona odparła atak UPA na Wicyń tracąc 19 żołnierzy. Wieś straciła kontakt z dowództwem AK w Złoczowie, ginęli łącznicy wysyłani do Wicynia.
W maju 1944 Sekcja Wschodnia Departamentu Informacji i Prasy Delegatury Rządu RP na Kraj meldowała, że przed 25 kwietnia 1944 Wicyń odparł dwa ataki UPA tracąc 22 ludzi i 20 spalonych gospodarstw. Straty ukraińskie w tych walkach oceniono na kilkudziesięciu zabitych.

## Pacyfikacja
Zdaniem Szczepana Siekierki i Henryka Komańskiego banderowcy wobec niemożności samodzielnego zniszczenia Wicynia sprowokowali niemiecką pacyfikację za pomocą donosów. Nad ranem 25 kwietnia 1944 posterunki wartownicze samoobrony doniosły o zbliżaniu się do wsi dużych regularnych oddziałów niemieckich dysponujących sprzętem opancerzonym. W tej sytuacji Marcin Barabasz uznał stawianie oporu za bezcelowe i nakazał ukrycie się i schowanie broni, względnie wycofanie się do lasu żołnierzy samoobrony i tam dopiero podjęcie walki.
Wicyń został ostrzelany z broni ręcznej i artylerii, w wyniku czego zapaliły się niektóre zabudowania. Następnie wieś została zajęta przez oddziały niemieckie. Ks. Waltera, który nie ukrywał się, doprowadzono do niemieckiego oficera, który zażądał od niego wydania sowieckich partyzantów i ukrywanej broni. Gdy duchowny oświadczył, że we wsi nie ma partyzantów, ani broni, intruzi rozpoczęli przeszukiwanie zabudowań i aresztowanie wykrytych mężczyzn. Do uciekających strzelano.
W sumie aresztowano około 200 mężczyzn, których wraz z ks. Walterem odstawiono do Pomorzan. Po trzech dniach aresztowanych zwolniono, wszyscy demonstracyjnie wrócili do Wicynia.
Źródła podają różne liczby odnośnie strat poniesionych przez Polaków w wyniku pacyfikacji Wicynia. Według Damiana Markowskiego zginęło 10 osób oraz spłonęło 19 gospodarstw. Sekcja Wschodnia Departamentu Informacji i Prasy Delegatury Rządu RP na Kraj meldowała o 15 zabitych Polakach i kilku spalonych gospodarstwach; sprawcą pacyfikacji miał być oddział Wehrmachtu. Zdaniem Komańskiego i Siekierki było 26 zabitych a spalona została połowa wsi. Autorzy ci obwiniają o przeprowadzenie pacyfikacji pododdział dywizji Waffen SS Galizien

## Dalsze losy samoobrony
Pomimo pacyfikacji placówka samoobrony przetrwała do końca okupacji niemieckiej w lipcu 1944. Oddział AK z Wicynia wziął wówczas udział w akcji „Burza”.
Wicyń był największą wiejską placówką polskiej samoobrony w regionie, w której chronili się także mieszkańcy sąsiednich miejscowości. Łącznie liczba zgromadzonej w Wicyniu ludności mogła sięgnąć 5 tysięcy.